# Алльгойские Альпы
Алльгойские Альпы (Альгёйские Альпы, Альгауские Альпы, Альгавские Альпы, нем. Allgäuer Alpen) — система горных хребтов в Германии и Австрии, часть Восточных Альп. Расположены Алльгойские Альпы на западе Северных Известняковых Альп между Боденским озером и рекой Лех, правым притоком Дуная, на юге области Алльгой, от которой получили название. На севере они простираются до Баварского плоскогорья. Высота гор достигает 2656 метров. Высочайшая вершина — Кроттенкопф. Другие вершины: Виддерштейн (2533), Меделегабель (2645) и Гохфогель (2592 м).
Алльгойские Альпы — система вытянутых с запада на восток хребтов. Сложены преимущественно мезозойскими известняками. Глубоко расчленены долинами рек. Имеют изрезанные вершины с крутыми склонами. Характерны карстовые формы рельефа. Горные леса и луга. Развиты овцеводство и туризм. В долине реки Иллер, на высоте 815 метров находится баварский горноклиматический курорт Оберстдорф.

Алльгойские Альпы